# Dyskografia 2 plus 1
Dyskografia 2 plus 1 obejmuje dziesięć albumów studyjnych, dwadzieścia kompilacji, cztery minialbumy, dwadzieścia dziewięć singli oraz dwadzieścia sześć pocztówek dźwiękowych. Trzy albumy grupy (Nowy wspaniały świat, Easy Come, Easy Go i Bez limitu) uzyskały certyfikat złotej płyty za sprzedaż ponad 150 tys. egzemplarzy. Zespół wydał siedemnaście singli w Polsce, dziewięć w Niemczech, dwa w Japonii oraz jeden na Kubie.

## Albumy studyjne
| Tytuł                | Szczegóły                                                                          | Certyfikat         |
| -------------------- | ---------------------------------------------------------------------------------- | ------------------ |
| Nowy wspaniały świat | - Data wydania: 1972 - Wytwórnia: Polskie Nagrania „Muza” - Nośnik: LP, CD         | - POL: złota płyta |
| Wyspa dzieci         | - Data wydania: 1975 - Wytwórnia: Polskie Nagrania „Muza” - Nośnik: LP, CD         |                    |
| Aktor                | - Data wydania: 1977 - Wytwórnia: Polskie Nagrania „Muza” - Nośnik: LP, CD         |                    |
| Teatr na drodze      | - Data wydania: 1978 - Wytwórnia: Polskie Nagrania „Muza” - Nośnik: LP, kaseta, CD |                    |
| Irlandzki tancerz    | - Data wydania: 1979 - Wytwórnia: Wifon - Nośnik: LP, kaseta, CD                   |                    |
| Easy Come, Easy Go   | - Data wydania: 1980 - Wytwórnia: Autobahn/Wifon - Nośnik: LP                      | - POL: złota płyta |
| Warsaw Nights        | - Data wydania: 1981 - Wytwórnia: Autobahn - Nośnik: LP                            |                    |
| Bez limitu           | - Data wydania: 1983 - Wytwórnia: Tonpress - Nośnik: LP, kaseta, CD                | - POL: złota płyta |
| Video                | - Data wydania: 1985 - Wytwórnia: Savitor - Nośnik: LP, kaseta                     |                    |
| Antidotum            | - Data wydania: 1989 - Wytwórnia: Tonpress - Nośnik: LP, kaseta, CD                |                    |

## Kompilacje
| Tytuł                                            | Szczegóły                                                                              | POL |
| ------------------------------------------------ | -------------------------------------------------------------------------------------- | --- |
| Złote przeboje                                   | - Data wydania: 1978 - Wytwórnia: Wifon - Nośnik: kaseta                               | —   |
| Greatest Hits – Live                             | - Data wydania: 1986 - Wytwórnia: PolJazz - Nośnik: LP, kaseta                         | —   |
| Pierwsze przeboje                                | - Data wydania: 1990 - Wytwórnia: Laser Sound - Nośnik: kaseta                         | —   |
| 18 Greatest Hits                                 | - Data wydania: 1991 - Wytwórnia: Sonic Records - Nośnik: CD, kaseta                   | —   |
| 21 Greatest Hits                                 | - Data wydania: 1996 - Wytwórnia: Sonic Records - Nośnik: CD, kaseta                   | —   |
| Greatest Hits Vol. 2                             | - Data wydania: 1997 - Wytwórnia: Sonic Records - Nośnik: CD, kaseta                   | —   |
| Gold                                             | - Data wydania: 1998 - Wytwórnia: Koch International Poland - Nośnik: CD, kaseta       | —   |
| Platynowa kolekcja – Złote przeboje              | - Data wydania: 1999 - Wytwórnia: Point Music - Nośnik: CD, kaseta                     | 36  |
| Rarytasy                                         | - Data wydania: 2000 - Wytwórnia: Andromeda - Nośnik: CD                               | —   |
| Easy Come, Easy Go/Warsaw Nights ...and More     | - Data wydania: 27 listopada 2000 - Wytwórnia: Sonic Records - Nośnik: CD              | —   |
| Złote przeboje                                   | - Data wydania: 2002 - Wytwórnia: Snake’s Music - Nośnik: CD                           | —   |
| Windą do nieba – Perły                           | - Data wydania: 2003 - Wytwórnia: Accord Song - Nośnik: CD                             | —   |
| Wielki mały człowiek – The Best                  | - Data wydania: 2004 - Wytwórnia: Agencja Artystyczna MTJ - Nośnik: CD                 | —   |
| Iść w stronę słońca – Złota kolekcja             | - Data wydania: 2006 - Wytwórnia: EMI Music Poland - Nośnik: CD                        | —   |
| XXI wiek – Platynowe przeboje                    | - Data wydania: 2007 - Wytwórnia: Agencja Artystyczna MTJ - Nośnik: CD                 | —   |
| Platynowa kolekcja – Największe polskie przeboje | - Data wydania: 2008 - Wytwórnia: Agencja Artystyczna MTJ - Nośnik: CD                 | —   |
| 2 plus 1                                         | - Data wydania: 10 grudnia 2010 - Wytwórnia: Agora - Nośnik: 6 × CD box set            | —   |
| Windą do nieba – Tylko polskie piosenki          | - Data wydania: 2011 - Wytwórnia: Polskie Nagrania „Muza” - Nośnik: CD                 | —   |
| 40 przebojów                                     | - Data wydania: 26 października 2012 - Wytwórnia: Polskie Nagrania „Muza” - Nośnik: CD | —   |
| Bursztynowa kolekcja empik – The Very Best Of    | - Data wydania: 13 lipca 2015 - Wytwórnia: Agencja Artystyczna MTJ - Nośnik: CD        | —   |

## EP
| Tytuł                                          | Szczegóły                                                              |
| ---------------------------------------------- | ---------------------------------------------------------------------- |
| 2+1                                            | - Data wydania: 1971 - Wytwórnia: Polskie Nagrania „Muza” - Nośnik: SP |
| W pustyni i w puszczy (oraz Andrzej Korzyński) | - Data wydania: 1973 - Wytwórnia: Polskie Nagrania „Muza” - Nośnik: SP |
| Two Plus One                                   | - Data wydania: 1974 - Wytwórnia: Polskie Nagrania „Muza” - Nośnik: SP |
| Dwa Plus Jeden                                 | - Data wydania: 1976 - Wytwórnia: Tonpress - Nośnik: 2 × SP            |

## Single
| Tytuł                                   | Rok  | GER | JAP | Album              |
| --------------------------------------- | ---- | --- | --- | ------------------ |
| „Panna radosna”                         | 1971 | —   | —   | 2+1                |
| „Na luzie”                              | 1974 | —   | —   | Wyspa dzieci       |
| „Wyspa dzieci”                          | 1975 | —   | —   | Wyspa dzieci       |
| „Na naszym piętrze nowina”              | 1975 | —   | —   | Wyspa dzieci       |
| „Schlafe ein und fang die Träume”       | 1975 | —   | —   |                    |
| „A ty się z tego śmiej”                 | 1976 | —   | —   |                    |
| „It's No the Way to Say Goodbye”        | 1976 | —   | —   |                    |
| „Feuervogel (Wer den Feuervogel liebt)” | 1976 | —   | —   |                    |
| „Ring Me Up”                            | 1977 | —   | —   |                    |
| „Ding-dong”                             | 1978 | —   | —   | Teatr na drodze    |
| „California mon amour”                  | 1978 | —   | —   | Teatr na drodze    |
| „Orkiestra klownów”                     | 1978 | —   | —   |                    |
| „Margarita”                             | 1979 | —   | —   |                    |
| „Idę na zachód zielony”                 | 1979 | —   | —   | Irlandzki tancerz  |
| „Taksówka nr 5”                         | 1979 | —   | —   |                    |
| „Easy Come, Easy Go”                    | 1979 | 40  | —   | Easy Come, Easy Go |
| „Singapore”                             | 1980 | —   | 7   | Easy Come, Easy Go |
| „Allah Inch' Allah”                     | 1980 | —   | —   | Easy Come, Easy Go |
| „Mama Chita”                            | 1980 | —   | —   | Warsaw Nights      |
| „Lady Runaway”                          | 1981 | —   | —   | Warsaw Nights      |
| „Hurry Home (Hurricane)”                | 1981 | —   | —   | Warsaw Nights      |
| „Blue Lights of Pasadena”               | 1981 | —   | —   | Warsaw Nights      |
| „Kalkuta nocą”                          | 1982 | —   | —   |                    |
| „Rocky Doctor”                          | 1983 | —   | —   |                    |
| „Krach”                                 | 1983 | —   | —   | Bez limitu         |
| „Wielki mały człowiek”                  | 1984 | —   | —   | Video              |
| „Video”                                 | 1985 | —   | —   | Video              |
| „Koszmar”                               | 1985 | —   | —   | Video              |
| „Orły do boju”                          | 1985 | —   | —   |                    |

## Notowane utwory
| Tytuł                                | Rok  | SR | PAN | RH | NS | PR1 | LP3 | TLP | Album                |
| ------------------------------------ | ---- | -- | --- | -- | -- | --- | --- | --- | -------------------- |
| „Nieznany szlak”                     | 1971 | 5  | 12  | 11 | —  | —   | —   | —   |                      |
| „Hej, dogonię lato”                  | 1971 | 1  | 23  | —  | —  | —   | —   | —   | Nowy wspaniały świat |
| „Chodź, pomaluj mój świat”           | 1971 | 1  | 3   | 1  | 24 | —   | —   | —   | Nowy wspaniały świat |
| „W środku dnia”                      | 1972 | —  | —   | 13 | 6  | —   | 32  | —   |                      |
| „Hej, czy ja ciebie czasem nie znam” | 1972 | 3  | —   | —  | 4  | —   | —   | —   |                      |
| „Tak daleko do krańca podróży”       | 1972 | 3  | —   | 2  | 18 | —   | —   | —   |                      |
| „Zjechaliśmy kapelą”                 | 1972 | 6  | —   | —  | 2  | —   | —   | —   |                      |
| „Tyle ptaków do złapania”            | 1972 | 1  | —   | 15 | 2  | —   | —   | —   |                      |
| „Czerwone słoneczko”                 | 1972 | 1  | —   | —  | 3  | —   | —   | —   | Nowy wspaniały świat |
| „Kiedy rzeką płynie kra”             | 1972 | 9  | —   | —  | —  | —   | —   | —   | Nowy wspaniały świat |
| „Wstawaj, szkoda dnia”               | 1973 | 9  | 5   | 2  | 13 | —   | —   | —   | Nowy wspaniały świat |
| „Jesień w mieście”                   | 1973 | —  | —   | 12 | 6  | —   | —   | —   |                      |
| „Nowy wspaniały świat”               | 1974 | —  | —   | 5  | 16 | —   | —   | —   | Nowy wspaniały świat |
| „W młodości sadźcie drzewa”          | 1974 | —  | —   | —  | 3  | —   | —   | —   |                      |
| „Na luzie”                           | 1974 | —  | —   | 5  | 3  | 1   | —   | —   | Wyspa dzieci         |
| „Dobranoc Warszawo dobranoc”         | 1974 | —  | —   | 8  | —  | —   | —   | —   |                      |
| „Ścieżki twojej wolności”            | 1975 | —  | —   | —  | —  | 8   | —   | —   |                      |
| „Moja droga ja cię kocham”           | 1975 | —  | —   | 17 | 14 | —   | —   | —   |                      |
| „Setki mil”                          | 1975 | —  | —   | —  | 2  | 7   | —   | —   | Wyspa dzieci         |
| „Gdzieś w sercu na dnie”             | 1975 | —  | —   | —  | 8  | —   | —   | —   | Wyspa dzieci         |
| „Odpłyniesz wielkim autem”           | 1976 | —  | —   | —  | 2  | —   | —   | —   | Dwa Plus Jeden       |
| „Miłość narcyza”                     | 1976 | —  | —   | —  | 1  | —   | —   | —   | Dwa Plus Jeden       |
| „A ty się z tego śmiej”              | 1977 | —  | —   | —  | 5  | —   | —   | —   |                      |
| „U kowala”                           | 1977 | —  | —   | —  | 2  | —   | —   | —   |                      |
| „Romanse za grosz”                   | 1978 | —  | —   | —  | 4  | —   | —   | —   | Teatr na drodze      |
| „Święto clownów”                     | 1978 | —  | —   | —  | 11 | —   | —   | —   |                      |
| „Ding-dong”                          | 1979 | —  | —   | —  | 1  | —   | —   | —   | Teatr na drodze      |
| „California mon amour”               | 1979 | —  | —   | —  | 4  | —   | —   | —   | Teatr na drodze      |
| „Cafe Magnolia”                      | 1980 | —  | 4   | —  | —  | —   | —   | —   |                      |
| „Lady Runaway”                       | 1981 | —  | 3   | —  | —  | —   | —   | —   | Warsaw Nights        |
| „Kalkuta nocą”                       | 1982 | —  | 3   | —  | 10 | 1   | —   | —   |                      |
| „Obłędu chcę”                        | 1982 | —  | —   | —  | —  | 11  | —   | —   |                      |
| „Blue Lights of Pasadena”            | 1982 | —  | —   | —  | —  | 14  | —   | —   | Warsaw Nights        |
| „Nic nie boli”                       | 1982 | —  | 1   | —  | —  | 1   | 7   | —   | Bez limitu           |
| „Rocky Doctor”                       | 1983 | —  | —   | —  | —  | 4   | —   | —   |                      |
| „Requiem dla samej siebie”           | 1983 | —  | 6   | —  | 18 | 1   | 19  | 3   | Bez limitu           |
| „XXI wiek (Dla wszystkich nas)”      | 1983 | —  | 2   | —  | —  | 1   | 16  | 1   | Bez limitu           |
| „Hallo panie Freud”                  | 1983 | —  | 2   | —  | —  | 7   | —   | —   | Bez limitu           |
| „Gorące telefony”                    | 1983 | —  | —   | —  | —  | 2   | 23  | —   | Bez limitu           |
| „Superszczur”                        | 1983 | —  | 1   | —  | —  | 2   | 29  | 1   | Bez limitu           |
| „Gdy grali dla nas Rolling Stones”   | 1984 | —  | 2   | —  | —  | 2   | 16  | —   | Bez limitu           |
| „China Boy”                          | 1984 | —  | 2   | —  | —  | 8   | —   | —   | Bez limitu           |
| „Wielki mały człowiek”               | 1984 | —  | 1   | —  | —  | 1   | 13  | 1   | Video                |
| „Cudzy ogień nie grzeje”             | 1985 | —  | 5   | —  | —  | 3   | 30  | 2   |                      |
| „Video”                              | 1985 | —  | 2   | —  | —  | 2   | 16  | —   | Video                |
| „Samo życie (Chmury umysłu)”         | 1985 | —  | 4   | —  | —  | 5   | 36  | 7   | Video                |
| „Naga plaża”                         | 1985 | —  | 1   | —  | —  | —   | —   | —   | Video                |
| „Chińskie latawce”                   | 1985 | —  | 1   | —  | —  | 1   | 29  | —   | Video                |
| „Pij moje łzy”                       | 1985 | —  | —   | —  | —  | 2   | —   | —   | Video                |
| „Ocalić coś”                         | 1987 | —  | —   | —  | —  | 4   | —   | —   |                      |
| „Chłodnym okiem”                     | 1988 | —  | —   | —  | —  | 10  | —   | —   | Antidotum            |
| „Niech w tobie gra coś pięknie”      | 1989 | —  | —   | —  | —  | 6   | —   | —   | Antidotum            |
| „Ameryka cię zje”                    | 1989 | —  | —   | —  | —  | 7   | —   | —   | Antidotum            |
| „Ocalę cię”                          | 1990 | —  | —   | —  | —  | 4   | —   | —   | Antidotum            |

## Pocztówki dźwiękowe
- 1971: „Nieznany szlak”
- 1971: „Już nie będę taki głupi”
- 1971: „Śpij, baju baju”
- 1971: „Panna radosna”
- 1971: „Bądź zdrowa dziewczyno”/„Hej, dogonię lato”
- 1972: „Chodź, pomaluj mój świat”
- 1972: „Wstawaj, szkoda dnia”/„Zieloną drogą”
- 1973: „Gwiazda dnia”/„Baobab”
- 1973: „Lada dzień przyjdą święta”
- 1973: „Klub Pickwicka”
- 1974: „Kołysanka matki”
- 1974: „Uśmiechnij się, wyprostuj się”
- 1974: „W młodości sadźcie drzewa”
- 1974: „Lato na urodziny”
- 1975: „Na luzie”
- 1975: „Gdzieś w sercu na dnie”/„Song rodziców”
- 1975: „Setki mil”
- 1976: „Odpłyniesz wielkim autem”
- 1976: „A ty się z tego śmiej”
- 1977: „Windą do nieba”/„U kowala”
- 1977: „Romanse za grosz”/„California mon amour”
- 1978: „U nas już po burzy”
- 1978: „Komu w oczach słońce”/„O leli lo!”
- 1978: „Podobny do ludzi”
- 1981: „Iść w stronę słońca”
- 1981: „Droga donikąd”/„Muzyka w domu lalek”